# El Conde Orsini
El Conde Orsini es una película sin sonido de Argentina dirigida por Venancio Serrano Clavero que se estrenó en agosto de 1917 y tuvo como principales intérpretes a Angelina Pagano, la cantante de ópera y actriz Inés Berutti, el actor teatral uruguayo Pedro Gialdroni y Lina Estévez, actriz teatral que fue esposa del también actor Enrique Arellano.
Fue el debut cinematográfico de la ya consagrada actriz teatral Angelina Pagano. Es la primera película argentina que incluye canto para ejecutar en vivo, que es el tango “Probá que te va a gustar”, del pianista y compositor chileno, muy vinculado al mundo del tango argentino, Osmán Pérez Freire.

## El director
Venancio Serrano Clavero (Requena, 1 de abril de 1870 - Valencia, 15 de abril de 1926) fue un escritor, periodista y poeta español. Dejó su ciudad natal para trabajar como periodista en Valencia, y en 1907 emigró a Argentina donde trabajó como periodista y como representante de artistas de teatro y cine, además de empresario ocasional de sus propias producciones teatrales, hasta regresar a España en 1924.

## Reparto
Actuaron en la película los siguientes intérpretes:
- Angelina Pagano
- Inés Berutti
- Pedro Gialdroni
- Lina Estévez

## Argumento
El argumento está basado en el intento de asesinato de Napoleón III y su esposa, la española Eugenia de Montijo, realizado el 14 de enero de 1858 por un grupo de cuatro independentistas italianos encabezados por Felice Orsini, quien estaba convencido de que el emperador francés era el principal obstáculo para la causa que había abrazado. Esperaron al carruaje que llevaba al emperador y su esposa y los atacaron con bombas explosivas que habían diseñado y mataron a ocho personas e hirieron a otras 142  pero los emperadores salieron ilesos. Orsini fue detenido al día siguiente y ejecutado en la guillotina el 13 de marzo de 1858.

## Comentarios
El historiador del cine Roberto Di Chiara consideró que este filme sería el primer policial argentino e informó que según  los medios de la época había tenido mucho éxito.